# 1227
Portal Geschichte | Portal Biografien | Aktuelle Ereignisse | Jahreskalender | Tagesartikel

◄ |
12. Jahrhundert |
13. Jahrhundert
| 14. Jahrhundert | ►

◄ |
1190er |
1200er |
1210er |
1220er
| 1230er | 1240er | 1250er | ►

◄◄ |
◄ |
1223 |
1224 |
1225 |
1226 |
1227
| 1228 | 1229 | 1230 | 1231 | ► | ►►
Staatsoberhäupter  · Nekrolog
| Januar | Januar | Januar | Januar | Januar | Januar | Januar | Januar |
| Kw     | Mo     | Di     | Mi     | Do     | Fr     | Sa     | So     |
| ------ | ------ | ------ | ------ | ------ | ------ | ------ | ------ |
| 53     |        |        |        |        | 1      | 2      | 3      |
| 1      | 4      | 5      | 6      | 7      | 8      | 9      | 10     |
| 2      | 11     | 12     | 13     | 14     | 15     | 16     | 17     |
| 3      | 18     | 19     | 20     | 21     | 22     | 23     | 24     |
| 4      | 25     | 26     | 27     | 28     | 29     | 30     | 31     |

| Februar | Februar | Februar | Februar | Februar | Februar | Februar | Februar |
| Kw      | Mo      | Di      | Mi      | Do      | Fr      | Sa      | So      |
| ------- | ------- | ------- | ------- | ------- | ------- | ------- | ------- |
| 5       | 1       | 2       | 3       | 4       | 5       | 6       | 7       |
| 6       | 8       | 9       | 10      | 11      | 12      | 13      | 14      |
| 7       | 15      | 16      | 17      | 18      | 19      | 20      | 21      |
| 8       | 22      | 23      | 24      | 25      | 26      | 27      | 28      |

| März | März | März | März | März | März | März | März |
| Kw   | Mo   | Di   | Mi   | Do   | Fr   | Sa   | So   |
| ---- | ---- | ---- | ---- | ---- | ---- | ---- | ---- |
| 9    | 1    | 2    | 3    | 4    | 5    | 6    | 7    |
| 10   | 8    | 9    | 10   | 11   | 12   | 13   | 14   |
| 11   | 15   | 16   | 17   | 18   | 19   | 20   | 21   |
| 12   | 22   | 23   | 24   | 25   | 26   | 27   | 28   |
| 13   | 29   | 30   | 31   |      |      |      |      |

| April | April | April | April | April | April | April | April |
| Kw    | Mo    | Di    | Mi    | Do    | Fr    | Sa    | So    |
| ----- | ----- | ----- | ----- | ----- | ----- | ----- | ----- |
| 13    |       |       |       | 1     | 2     | 3     | 4     |
| 14    | 5     | 6     | 7     | 8     | 9     | 10    | 11    |
| 15    | 12    | 13    | 14    | 15    | 16    | 17    | 18    |
| 16    | 19    | 20    | 21    | 22    | 23    | 24    | 25    |
| 17    | 26    | 27    | 28    | 29    | 30    |       |       |

| Mai | Mai | Mai | Mai | Mai | Mai | Mai | Mai |
| Kw  | Mo  | Di  | Mi  | Do  | Fr  | Sa  | So  |
| --- | --- | --- | --- | --- | --- | --- | --- |
| 17  |     |     |     |     |     | 1   | 2   |
| 18  | 3   | 4   | 5   | 6   | 7   | 8   | 9   |
| 19  | 10  | 11  | 12  | 13  | 14  | 15  | 16  |
| 20  | 17  | 18  | 19  | 20  | 21  | 22  | 23  |
| 21  | 24  | 25  | 26  | 27  | 28  | 29  | 30  |
| 22  | 31  |     |     |     |     |     |     |

| Juni | Juni | Juni | Juni | Juni | Juni | Juni | Juni |
| Kw   | Mo   | Di   | Mi   | Do   | Fr   | Sa   | So   |
| ---- | ---- | ---- | ---- | ---- | ---- | ---- | ---- |
| 22   |      | 1    | 2    | 3    | 4    | 5    | 6    |
| 23   | 7    | 8    | 9    | 10   | 11   | 12   | 13   |
| 24   | 14   | 15   | 16   | 17   | 18   | 19   | 20   |
| 25   | 21   | 22   | 23   | 24   | 25   | 26   | 27   |
| 26   | 28   | 29   | 30   |      |      |      |      |

| Juli | Juli | Juli | Juli | Juli | Juli | Juli | Juli |
| Kw   | Mo   | Di   | Mi   | Do   | Fr   | Sa   | So   |
| ---- | ---- | ---- | ---- | ---- | ---- | ---- | ---- |
| 26   |      |      |      | 1    | 2    | 3    | 4    |
| 27   | 5    | 6    | 7    | 8    | 9    | 10   | 11   |
| 28   | 12   | 13   | 14   | 15   | 16   | 17   | 18   |
| 29   | 19   | 20   | 21   | 22   | 23   | 24   | 25   |
| 30   | 26   | 27   | 28   | 29   | 30   | 31   |      |

| August | August | August | August | August | August | August | August |
| Kw     | Mo     | Di     | Mi     | Do     | Fr     | Sa     | So     |
| ------ | ------ | ------ | ------ | ------ | ------ | ------ | ------ |
| 30     |        |        |        |        |        |        | 1      |
| 31     | 2      | 3      | 4      | 5      | 6      | 7      | 8      |
| 32     | 9      | 10     | 11     | 12     | 13     | 14     | 15     |
| 33     | 16     | 17     | 18     | 19     | 20     | 21     | 22     |
| 34     | 23     | 24     | 25     | 26     | 27     | 28     | 29     |
| 35     | 30     | 31     |        |        |        |        |        |

| September | September | September | September | September | September | September | September |
| Kw        | Mo        | Di        | Mi        | Do        | Fr        | Sa        | So        |
| --------- | --------- | --------- | --------- | --------- | --------- | --------- | --------- |
| 35        |           |           | 1         | 2         | 3         | 4         | 5         |
| 36        | 6         | 7         | 8         | 9         | 10        | 11        | 12        |
| 37        | 13        | 14        | 15        | 16        | 17        | 18        | 19        |
| 38        | 20        | 21        | 22        | 23        | 24        | 25        | 26        |
| 39        | 27        | 28        | 29        | 30        |           |           |           |

| Oktober | Oktober | Oktober | Oktober | Oktober | Oktober | Oktober | Oktober |
| Kw      | Mo      | Di      | Mi      | Do      | Fr      | Sa      | So      |
| ------- | ------- | ------- | ------- | ------- | ------- | ------- | ------- |
| 39      |         |         |         |         | 1       | 2       | 3       |
| 40      | 4       | 5       | 6       | 7       | 8       | 9       | 10      |
| 41      | 11      | 12      | 13      | 14      | 15      | 16      | 17      |
| 42      | 18      | 19      | 20      | 21      | 22      | 23      | 24      |
| 43      | 25      | 26      | 27      | 28      | 29      | 30      | 31      |

| November | November | November | November | November | November | November | November |
| Kw       | Mo       | Di       | Mi       | Do       | Fr       | Sa       | So       |
| -------- | -------- | -------- | -------- | -------- | -------- | -------- | -------- |
| 44       | 1        | 2        | 3        | 4        | 5        | 6        | 7        |
| 45       | 8        | 9        | 10       | 11       | 12       | 13       | 14       |
| 46       | 15       | 16       | 17       | 18       | 19       | 20       | 21       |
| 47       | 22       | 23       | 24       | 25       | 26       | 27       | 28       |
| 48       | 29       | 30       |          |          |          |          |          |

| Dezember | Dezember | Dezember | Dezember | Dezember | Dezember | Dezember | Dezember |
| Kw       | Mo       | Di       | Mi       | Do       | Fr       | Sa       | So       |
| -------- | -------- | -------- | -------- | -------- | -------- | -------- | -------- |
| 48       |          |          | 1        | 2        | 3        | 4        | 5        |
| 49       | 6        | 7        | 8        | 9        | 10       | 11       | 12       |
| 50       | 13       | 14       | 15       | 16       | 17       | 18       | 19       |
| 51       | 20       | 21       | 22       | 23       | 24       | 25       | 26       |
| 52       | 27       | 28       | 29       | 30       | 31       |          |          |

| Januar | Januar | Januar | Januar | Januar | Januar | Januar | Januar |
| Kw     | Mo     | Di     | Mi     | Do     | Fr     | Sa     | So     |
| ------ | ------ | ------ | ------ | ------ | ------ | ------ | ------ |
| 53     |        |        |        |        | 1      | 2      | 3      |
| 1      | 4      | 5      | 6      | 7      | 8      | 9      | 10     |
| 2      | 11     | 12     | 13     | 14     | 15     | 16     | 17     |
| 3      | 18     | 19     | 20     | 21     | 22     | 23     | 24     |
| 4      | 25     | 26     | 27     | 28     | 29     | 30     | 31     |

| Februar | Februar | Februar | Februar | Februar | Februar | Februar | Februar |
| Kw      | Mo      | Di      | Mi      | Do      | Fr      | Sa      | So      |
| ------- | ------- | ------- | ------- | ------- | ------- | ------- | ------- |
| 5       | 1       | 2       | 3       | 4       | 5       | 6       | 7       |
| 6       | 8       | 9       | 10      | 11      | 12      | 13      | 14      |
| 7       | 15      | 16      | 17      | 18      | 19      | 20      | 21      |
| 8       | 22      | 23      | 24      | 25      | 26      | 27      | 28      |

| März | März | März | März | März | März | März | März |
| Kw   | Mo   | Di   | Mi   | Do   | Fr   | Sa   | So   |
| ---- | ---- | ---- | ---- | ---- | ---- | ---- | ---- |
| 9    | 1    | 2    | 3    | 4    | 5    | 6    | 7    |
| 10   | 8    | 9    | 10   | 11   | 12   | 13   | 14   |
| 11   | 15   | 16   | 17   | 18   | 19   | 20   | 21   |
| 12   | 22   | 23   | 24   | 25   | 26   | 27   | 28   |
| 13   | 29   | 30   | 31   |      |      |      |      |

| April | April | April | April | April | April | April | April |
| Kw    | Mo    | Di    | Mi    | Do    | Fr    | Sa    | So    |
| ----- | ----- | ----- | ----- | ----- | ----- | ----- | ----- |
| 13    |       |       |       | 1     | 2     | 3     | 4     |
| 14    | 5     | 6     | 7     | 8     | 9     | 10    | 11    |
| 15    | 12    | 13    | 14    | 15    | 16    | 17    | 18    |
| 16    | 19    | 20    | 21    | 22    | 23    | 24    | 25    |
| 17    | 26    | 27    | 28    | 29    | 30    |       |       |

| Mai | Mai | Mai | Mai | Mai | Mai | Mai | Mai |
| Kw  | Mo  | Di  | Mi  | Do  | Fr  | Sa  | So  |
| --- | --- | --- | --- | --- | --- | --- | --- |
| 17  |     |     |     |     |     | 1   | 2   |
| 18  | 3   | 4   | 5   | 6   | 7   | 8   | 9   |
| 19  | 10  | 11  | 12  | 13  | 14  | 15  | 16  |
| 20  | 17  | 18  | 19  | 20  | 21  | 22  | 23  |
| 21  | 24  | 25  | 26  | 27  | 28  | 29  | 30  |
| 22  | 31  |     |     |     |     |     |     |

| Juni | Juni | Juni | Juni | Juni | Juni | Juni | Juni |
| Kw   | Mo   | Di   | Mi   | Do   | Fr   | Sa   | So   |
| ---- | ---- | ---- | ---- | ---- | ---- | ---- | ---- |
| 22   |      | 1    | 2    | 3    | 4    | 5    | 6    |
| 23   | 7    | 8    | 9    | 10   | 11   | 12   | 13   |
| 24   | 14   | 15   | 16   | 17   | 18   | 19   | 20   |
| 25   | 21   | 22   | 23   | 24   | 25   | 26   | 27   |
| 26   | 28   | 29   | 30   |      |      |      |      |

| Juli | Juli | Juli | Juli | Juli | Juli | Juli | Juli |
| Kw   | Mo   | Di   | Mi   | Do   | Fr   | Sa   | So   |
| ---- | ---- | ---- | ---- | ---- | ---- | ---- | ---- |
| 26   |      |      |      | 1    | 2    | 3    | 4    |
| 27   | 5    | 6    | 7    | 8    | 9    | 10   | 11   |
| 28   | 12   | 13   | 14   | 15   | 16   | 17   | 18   |
| 29   | 19   | 20   | 21   | 22   | 23   | 24   | 25   |
| 30   | 26   | 27   | 28   | 29   | 30   | 31   |      |

| August | August | August | August | August | August | August | August |
| Kw     | Mo     | Di     | Mi     | Do     | Fr     | Sa     | So     |
| ------ | ------ | ------ | ------ | ------ | ------ | ------ | ------ |
| 30     |        |        |        |        |        |        | 1      |
| 31     | 2      | 3      | 4      | 5      | 6      | 7      | 8      |
| 32     | 9      | 10     | 11     | 12     | 13     | 14     | 15     |
| 33     | 16     | 17     | 18     | 19     | 20     | 21     | 22     |
| 34     | 23     | 24     | 25     | 26     | 27     | 28     | 29     |
| 35     | 30     | 31     |        |        |        |        |        |

| September | September | September | September | September | September | September | September |
| Kw        | Mo        | Di        | Mi        | Do        | Fr        | Sa        | So        |
| --------- | --------- | --------- | --------- | --------- | --------- | --------- | --------- |
| 35        |           |           | 1         | 2         | 3         | 4         | 5         |
| 36        | 6         | 7         | 8         | 9         | 10        | 11        | 12        |
| 37        | 13        | 14        | 15        | 16        | 17        | 18        | 19        |
| 38        | 20        | 21        | 22        | 23        | 24        | 25        | 26        |
| 39        | 27        | 28        | 29        | 30        |           |           |           |

| Oktober | Oktober | Oktober | Oktober | Oktober | Oktober | Oktober | Oktober |
| Kw      | Mo      | Di      | Mi      | Do      | Fr      | Sa      | So      |
| ------- | ------- | ------- | ------- | ------- | ------- | ------- | ------- |
| 39      |         |         |         |         | 1       | 2       | 3       |
| 40      | 4       | 5       | 6       | 7       | 8       | 9       | 10      |
| 41      | 11      | 12      | 13      | 14      | 15      | 16      | 17      |
| 42      | 18      | 19      | 20      | 21      | 22      | 23      | 24      |
| 43      | 25      | 26      | 27      | 28      | 29      | 30      | 31      |

| November | November | November | November | November | November | November | November |
| Kw       | Mo       | Di       | Mi       | Do       | Fr       | Sa       | So       |
| -------- | -------- | -------- | -------- | -------- | -------- | -------- | -------- |
| 44       | 1        | 2        | 3        | 4        | 5        | 6        | 7        |
| 45       | 8        | 9        | 10       | 11       | 12       | 13       | 14       |
| 46       | 15       | 16       | 17       | 18       | 19       | 20       | 21       |
| 47       | 22       | 23       | 24       | 25       | 26       | 27       | 28       |
| 48       | 29       | 30       |          |          |          |          |          |

| Dezember | Dezember | Dezember | Dezember | Dezember | Dezember | Dezember | Dezember |
| Kw       | Mo       | Di       | Mi       | Do       | Fr       | Sa       | So       |
| -------- | -------- | -------- | -------- | -------- | -------- | -------- | -------- |
| 48       |          |          | 1        | 2        | 3        | 4        | 5        |
| 49       | 6        | 7        | 8        | 9        | 10       | 11       | 12       |
| 50       | 13       | 14       | 15       | 16       | 17       | 18       | 19       |
| 51       | 20       | 21       | 22       | 23       | 24       | 25       | 26       |
| 52       | 27       | 28       | 29       | 30       | 31       |          |          |

## Ereignisse

### Politik und Weltgeschehen

#### England
- 8. Januar: Heinrich III., seit 1216 König von England, erklärt sich auf einer Ratsversammlung in Oxford selbst für volljährig. Eine kurze Revolte seines Bruders Richard von Cornwall kann er unterdrücken, indem er ihm weitere Ländereien überträgt. Die Regierungsgewalt bleibt vorläufig weiter bei Hubert de Burgh.

#### Frankreich
- Januar: Blanka von Kastilien gelingt es durch geschickte Verhandlungen, Theobald IV. von Champagne und Heinrich II. von Bar aus dem Oppositionsbündnis der Barone gegen ihren Sohn Ludwig IX. herauszulösen.
- 6. Februar: Blanka lässt den seit mehr als zehn Jahren gefangenen Grafen Ferrand von Flandern frei, der sich fortan loyal zur französischen Krone zeigt.
- Der Adelsaufstand ist durch den Seitenwechsel Theobalds und Heinrichs so geschwächt, dass sich am 16. März auch Peter Mauclerc und Hugo X. von Lusignan unterwerfen. Der mit ihnen verbündete Richard von Cornwall unterzeichnet einen Waffenstillstand und zieht sich nach England zurück.
- Im Herbst bricht der Aufstand wieder aus, als Peter Mauclerc versucht, sich bei Corbeil der Person des Königs zu bemächtigen. Ludwig IX. kann mit seinem kleinen Gefolge aber rechtzeitig in die starke Burg Montlhéry fliehen und seine Mutter in Paris benachrichtigen, die mit einem Entsatzheer zu Hilfe eilt.
- In Okzitanien gibt es wechselnde Scharmützel zwischen Einheiten des Languedoc unter Raimund VII. von Toulouse und königlichen Truppen unter Humbert de Beaujeau.

#### Heiliges Römisches Reich/Dänemark

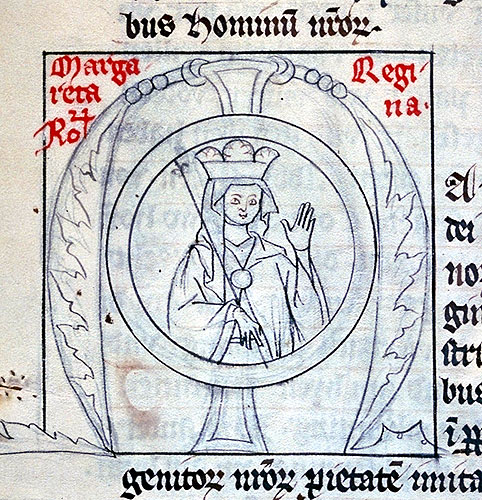
Margarete, Königin von Böhmen und Herzogin von Österreich (Zwettler „Bärenhaut“ fol. 46v, 1310/20, Stift Zwettl)

- 28. März: Margarete von Babenberg wird nach der Hochzeit mit Mitkönig Heinrich in Aachen zur römisch-deutschen Königin gekrönt.
- 22. Juli:, Ein norddeutsches Koalitionsheer unter Adolf IV. von Schauenburg und Holstein, Heinrich von Schwerin, dem Bremer Erzbischof Gerhard II. und Herzog Albrecht von Sachsen besiegt in der Schlacht bei Bornhöved den dänischen König Waldemar II.; die Eider wird dadurch zur deutsch-dänischen Grenze und Lübeck stellt seine Unabhängigkeit von Dänemark wieder her. Dithmarschen wird Teil des Erzbistums Bremen.

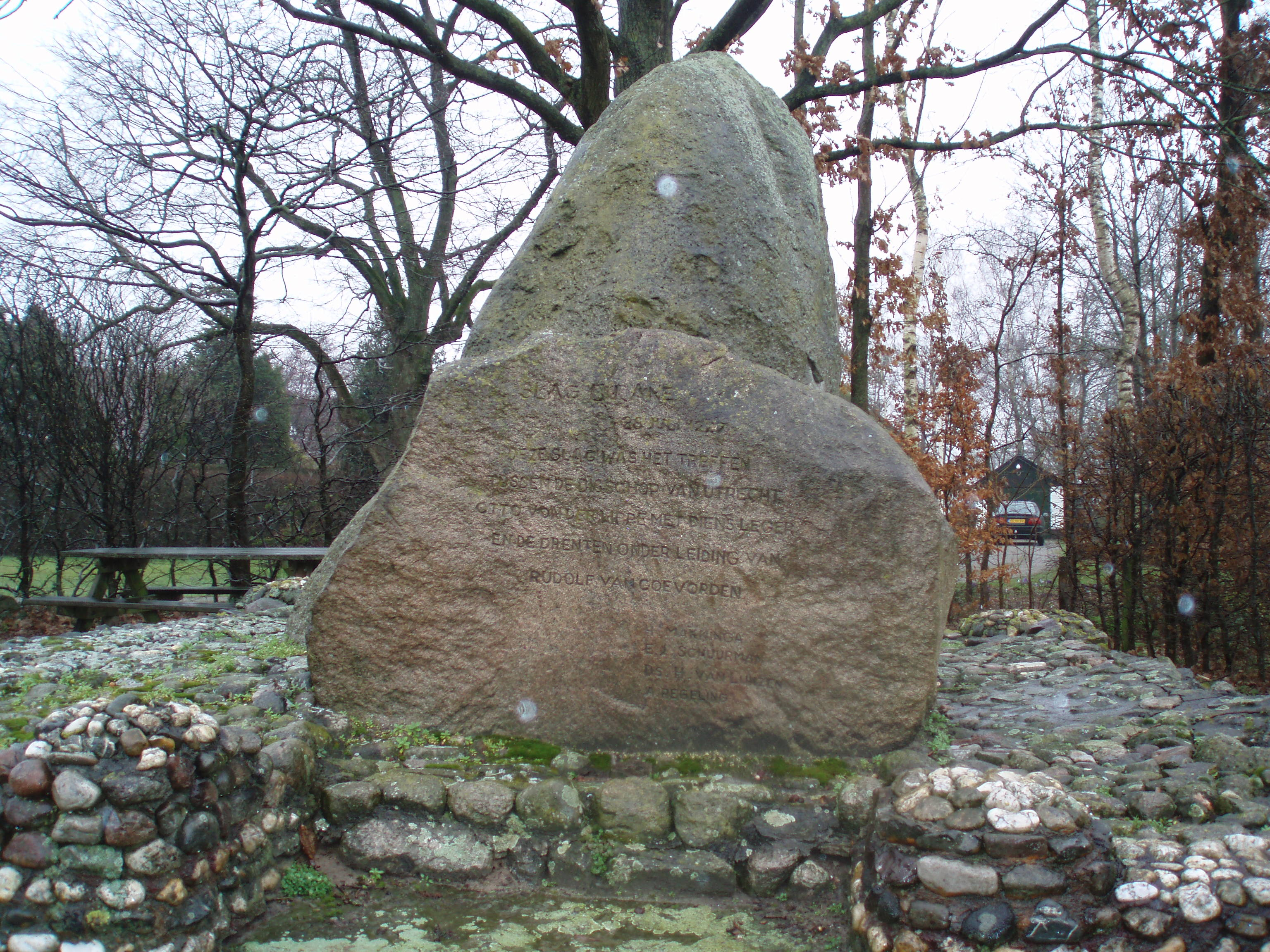
Denkmal zur Erinnerung an die Schlacht von Ane

- 28. Juli: In der Schlacht bei Ane trifft das Ritterheer des Utrechter Bischofs Otto II. von Lippe auf die Truppen des Burggrafen Rudolf II. von Coevorden. Letzterer trägt, unterstützt von den Bauern aus Drente, den Sieg davon. Der Bischof kommt dabei ums Leben.

#### Polen
- November: Władysław Odonic, der sich im Krieg mit seinem Onkel Władysław III. Dünnbein befindet, überfällt gemeinsam mit seinem Schwager Swantopolk II., dem Statthalter in Pommerellen, die zu einem Wiec in Gąsawa versammelten polnischen Herzöge, Ritter und Bischöfe. Leszek I., der amtierende Princeps im Königreich Polen, kommt dabei ums Leben. Herzog Heinrich von Schlesien kann schwer verletzt entkommen, während Władysław Dünnbein, das vermutliche Ziel des Angriffs, aufgrund eines Zufalls gar nicht anwesend ist.

#### Balkan
- Nach dem Tod von Stefan Nemanjić wird sein Sohn Stefan Radoslav König von Raszien, der Küstenländer und aller Serben.

#### Der Kreuzzug Friedrichs II.
- August: Als in seinem Lager eine schwere Seuche ausbricht, an dem zahlreiche Kreuzritter sterben, muss der selbst erkrankte Kaiser Friedrich II. den geplanten Kreuzzug neuerlich verschieben. Der neue Papst Gregor IX. erkennt die Gründe für die Verschiebung nicht an und exkommuniziert Friedrich am 29. September wegen seines gebrochenen Kreuzzugsversprechens.
- 11. September: Im Feldlager Friedrichs bei Otranto stirbt unter anderem der thüringische Landgraf Ludwig IV. aus der Familie der Ludowinger. Offizieller Nachfolger wird sein fünfjähriger Sohn Hermann II., für den jedoch sein Onkel Heinrich Raspe die Regentschaft über die Landgrafschaft übernimmt.

#### Byzantinisches Reich/Kreuzfahrerstaaten
- Frühjahr: Der lateinische Kaiser Robert de Courtenay übergibt die Regierungsgeschäfte an seine Schwester Maria von Courtenay und reist von Konstantinopel nach Rom, um beim Papst für sein bedrängtes Kaiserreich um Unterstützung zu bitten.
- 1225/1227: Theodoros I. Komnenos Dukas, Despot von Epirus, lässt sich von Demetrios Chomatenos, dem Erzbischof von Ohrid, zum Kaiser von Thessaloniki krönen.

#### Islamische Reiche in Nordafrika und Vorderasien
- 12. November: Als al-Muʿazzam stirbt, übernimmt sein Sohn an-Nasir Dawud die Herrschaft als Emir der Ayyubiden in Syrien mit der Hauptstadt Damaskus. Gegen ihn verbünden sich sofort seine beiden Onkel al-Kamil von Ägypten, der schon gegen an-Nasirs Vater gekämpft hat, und al-Aschraf in Mesopotamien.
- Von al-Andalus aus beginnt Idris I. al-Ma'mun, der Statthalter von Sevilla, einen Aufstand gegen seinen Bruder Abdallah al-Adil. Mit 12.000 kastilischen Söldnern landet er in Marokko und macht sich zum Kalifen der Almohaden. Durch seine starke Verwurzelung in der Kultur von al-Andalus hat Idris I. nur wenig Verständnis für die almohadischen Institutionen, die bisher die relative Stabilität des Reiches gewährleistet haben. So werden unter ihm zunächst der Rat der 10 Stammesführer und 40 Stammesdelegierten abgeschafft, sowie auf die Nennung des Mahdi Ibn Tūmart in den Verwaltungsakten und auf Münzen verzichtet, was die Loyalität der Untertanen schwer erschüttert.

#### Mongolenreich
- 18. August: Als Dschingis Khan stirbt, werden alle Lebewesen in seiner Umgebung, inklusive 2000 Menschen, die am Begräbnis teilgenommen haben, getötet. Nach mongolischer Tradition wird der Ort der Grabstätte geheim gehalten. Getreu der Vereinbarung von 1218 wird Ögedei Khan zu seinem Nachfolger.

#### Urkundliche Ersterwähnungen
- Gy, Kaiserstuhl, Killwangen und Rüfenach werden erstmals urkundlich erwähnt.

### Kultur

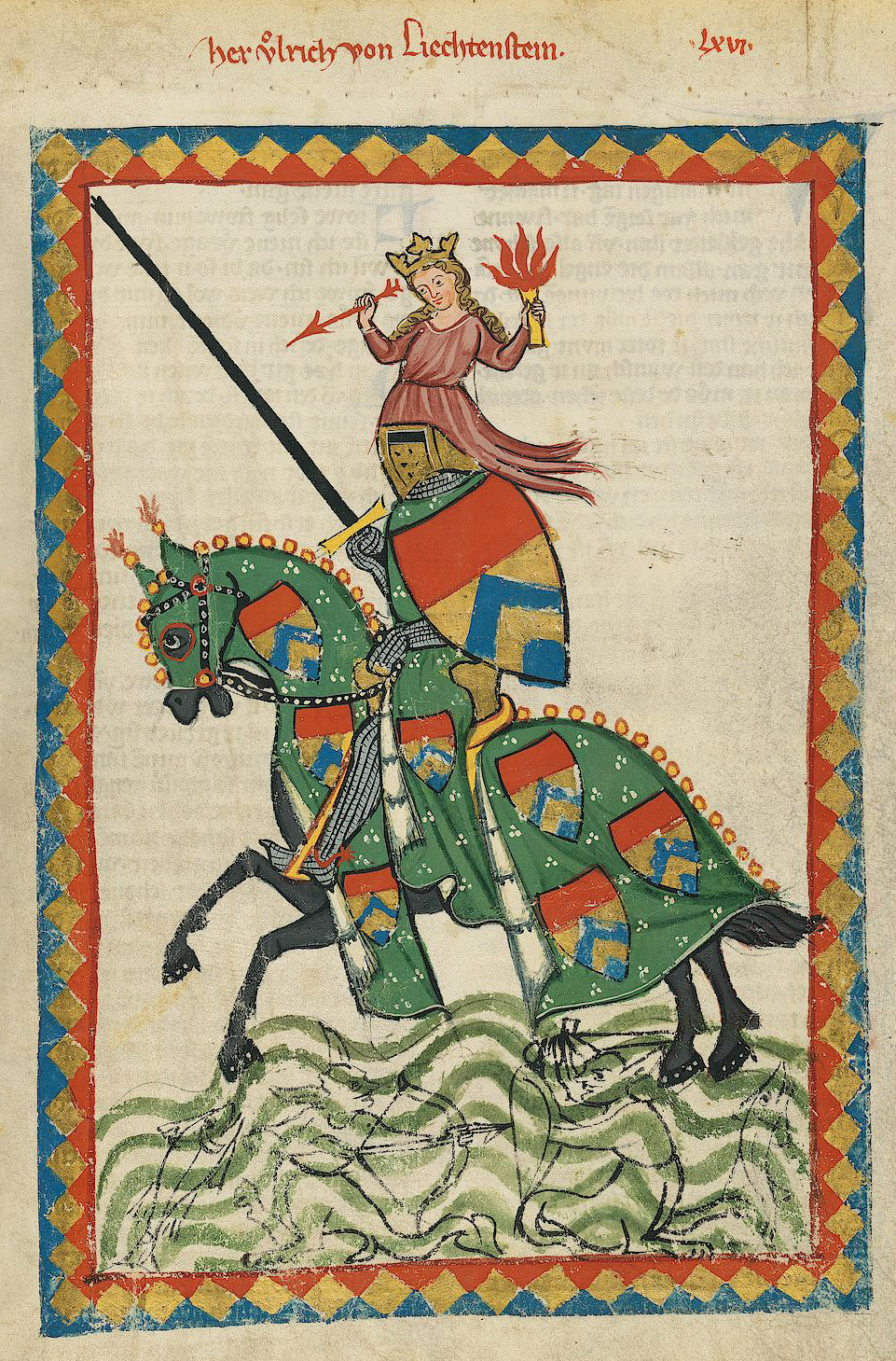
Ulrich von Liechtenstein als Turnierritter in seiner ‚Verkleidung‘ als Dame Venus (Codex Manesse, 14. Jahrhundert)

- um 1227: Ulrich von Liechtenstein reist nach Rom und unternimmt als Frau Venus verkleidet eine Turnierfahrt von Venedig nach Böhmen.[1]

### Religion
- 18. März: Papst Honorius III. stirbt in Rom. Schon einen Tag später wird Ugolino dei Conti di Segni zu seinem Nachfolger gewählt und nimmt den Namen Gregor IX. an.
- Der Mindener Bischof Konrad I. von Rüdenberg gründet das Zisterzienserinnenkloster in Levern.
- Das Kloster Wettingen wird gegründet.
- Eine Provinzialsynode in Trier rügt das Anbeten von Baumgeistern und Quellen.

## Geboren

### Geburtsdatum gesichert
- 29. September: Gertrud von Altenberg, thüringische Prämonstratenserin, katholische Selige († 1297)
- 30. September: Girolamo Masci d’Ascoli, unter dem Namen Nikolaus IV. Papst († 1292)

### Genaues Geburtsdatum unbekannt
- März: Karl I. von Anjou, König von Sizilien und Neapel, König von Albanien, Gegenkönig von Jerusalem, Fürst von Achaia, Graf von Anjou und Maine und Graf von Provence († 1285)
- Hōjō Tokiyori, Regent des Kamakura-Shōgunats in Japan († 1263)
- Johann von Akkon, Großmundschenk von Frankreich († 1296)

### Geboren um 1227
- Alfons von Brienne, Graf von Eu († 1270)
- 1224/1227: Bolesław VI. der Fromme, Herzog von Großpolen und von Kalisz († 1279)
- 1227/1230: Heinrich III., Herzog von Schlesien-Breslau († 1266)

## Gestorben

### Todesdatum gesichert
- 28. Januar: Heinrich Borwin I., Fürst von Mecklenburg
- Februar: Dschötschi, mongolischer Prinz, ältester Sohn von Dschingis Khan (* 1183)
- 18. März: Honorius III., Papst (* um 1148)
- 28. April: Heinrich (V.) der Ältere von Braunschweig, Pfalzgraf bei Rhein (* um 1173)
- 31. Mai: Guala Bicchieri, päpstlicher Legat für England und Mitglied des englischen Regentschaftsrates (* um 1150)
- 28. Juli: Bernhard der Gute, deutscher Ritter und Diplomat (* um 1170)
- 28. Juli: Otto II. von Lippe, Bischof von Utrecht

Dschingis Khan (Bildnis aus dem 14. Jahrhundert)

- um den 18. August: Dschingis Khan, Khan der Mongolen (* 1156, 1162 od. 1167)
- 11. September: Ludwig IV., Landgraf von Thüringen und Pfalzgraf von Sachsen (* 1200)
- 11. September: Thomas Olivier, Bischof von Paderborn (* um 1170)
- 30. September: Konrad von Urach, Kardinalbischof von Porto, Kardinallegat in Frankreich und Deutschland und Zisterzienserabt (* um 1180)
- 13. Oktober: Minamoto no Michitomo, japanischer Dichter und Politiker (* 1171)
- 12. November: al-Muʿazzam, Emir der Ayyubiden in Syrien und Palästina (* 1176)
- 12. November: Siegfried I. von Lichtenberg, Bischof von Hildesheim
- 23. November: Leszek I., Seniorherzog von Polen (* 1186)

### Genaues Todesdatum unbekannt
- Guérin, Bischof von Senlis sowie Siegelbewahrer und Kanzler von Frankreich
- Lambert von Ardres, französischer Chronist (* um 1160)
- ʿAbd as-Salām ibn Maschīsch, islamischer Geistlicher und Philosoph (* 1140)
- Philipp von Ibelin, Bailli von Zypern (* um 1180)
- Qiu Chuji, chinesischer Daoist (* 1148)
- Rainald I. von Dammartin, Graf von Boulogne, Dammartin, Mortain und Aumale (* um 1165)
- Marco Sanudo, Herzog von Archipelagos
- Stefan Nemanjić, König von Serbien